# Тахья

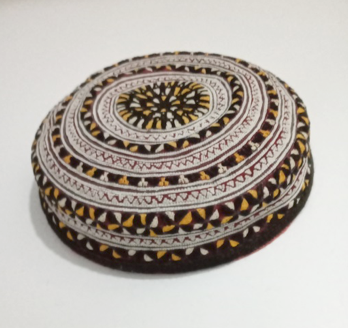
Туркменская национальная тюбетейка: тахья

Тахья (туркм. tahýa) -  туркменский национальный головной убор (тюбетейка) с вышитыми национальными узорами. 

## История
В древнее время народ верил, что тахья защищает владельца от сглаза, зла, неприятностей и т. п. Также по обычаю считалось, что нельзя передавать устарелую тахью иному человеку или выкидывать. В быту же тахья была предназначена, чтобы защитить голову от солнца.

## Описание
Формы тахьи бывают овальными, круглыми, высокими и низкими. Шьются из разных тканей как дорогих: бархат, шелк, так и из простых: сатин, ситец. По большей части из дорогого материала «кетени» и расшивали узорами. Если же тахьи девушек были украшены разными красочными узорами, то мужская тахья была сдержанной и простой в узорах.

## Традиции
Мужчины надевали тахью на выбритую голову. Девушки надевали мягкую, украшенными разноцветными узорами тахью, также отсутствие у девушек тахьи равнялось к нарушению целомудренности. Также на официальном уровне обязательна для  ношения в учебных заведениях.